# Йожеф Байза
Йожеф Байза (угор. Bajza József; *31 січня 1804, Сючі, Угорщина — †3 березня 1858, Пешт) — угорський поет, прозаїк, редактор і театральний критик.

## Біографія
Народився 31 січня 1804 в селі Сючі в дворянській сім'ї.
З 1823 Байза був співробітником журналу «Аврора», що видавався Кароєм Кішфалуді і був редактором цього періодичного друкованого видання з 1830 по 1837.
Вірші, видані в Будапешті в 1836, поставили його поряд з найкращими угорськими ліриками.
Разом з іншими письменниками Угорщини з 1831 по 1836 він видавав «Критичні Листки», з 1837 по 1843 — «Атенеум» і «Figyelmező» («Спостерігач»).
Після березневих подій 1848 в Угорщині прем'єр-міністр і Президент Угорщини Лайош Кошут доручив йому редагування свого напівофіційного органу: «Kossuth Hírlapja» («Газета Кошута» або «Кошутовский листок»), який виходив з червня по грудень 1848.
З 1831 Байза був членом Угорської академії наук.
З 1850 був тяжко хворим. В березні 1858 помер в місті Пешті.
Згідно КЛЕ, найзначніші поетичні твори автора були створені в жанрі патріотичної лірики. Серед них: «Апофеоз» («Apotheosis» 1834), «Благання» («Fohászkodás», 1849), «Пророцтво» («Jóslat», 1850) та інші.